# Olejówki
Olejówki (Protoxerini) – plemię ssaków z podrodziny afrowiórek (Xerinae) w obrębie rodziny wiewiórkowatych (Sciuridae).

## Zasięg występowania
Plemię obejmuje gatunki występujące w Afryce.

## Systematyka

### Podział systematyczny
Do plemienia należą następujące występujące współcześnie rodzaje:
- Myosciurus O. Thomas, 1909 – myszowiórka – jedynym przedstawicielem jest Myosciurus pumilio (Le Conte, 1857) – myszowiórka karłowata
- Heliosciurus Trouessart, 1880 – słońcowiórka
- Protoxerus Forsyth Major, 1893 – olejówka
- Epixerus O. Thomas, 1909 – palmczyk – jedynym przedstawicielem jest Epixerus ebii (Temminck, 1853) – palmczyk rafiowy
- Funisciurus Trouessart, 1880 – pręgowiórka
- Paraxerus Forsyth Major, 1893 – zaroślarka

Opisano również rodzaj wymarły:
- Kubwaxerus Cifelli, Ibui, Jacobs & Thorington, 1986 – jedynym przedstawicielem był Kubwaxerus pattersoni Cifelli, Ibui, Jacobs & Thorington, 1986